# Сліпі-Ай (Міннесота)
Сліпі-Ай (англ. Sleepy Eye) — місто (англ. city) в США, в окрузі Браун штату Міннесота. Населення — 3452 особи (2020).

## Географія
Сліпі-Ай розташоване за координатами 44°17′56″ пн. ш. 94°43′30″ зх. д. / 44.29889° пн. ш. 94.72500° зх. д. (44.298912, -94.725062).  За даними Бюро перепису населення США в 2010 році місто мало площу 5,23 км², з яких 4,54 км² — суходіл та 0,70 км² — водойми.

## Демографія
Згідно з переписом 2010 року, у місті мешкало 3599 осіб у 1475 домогосподарствах у складі 931 родини. Густота населення становила 688 осіб/км².  Було 1605 помешкань (307/км²).
Расовий склад населення:
| - 94,3 % — білих - 0,9 % — азіатів - 0,1 % — корінних американців - 4,1 % — осіб інших рас |

До двох чи більше рас належало 0,7 %. Частка іспаномовних становила 13,0 % від усіх жителів.
За віковим діапазоном населення розподілялося таким чином: 25,6 % — особи молодші 18 років, 55,0 % — особи у віці 18—64 років, 19,4 % — особи у віці 65 років та старші. Медіана віку мешканця становила 42,2 року. На 100 осіб жіночої статі у місті припадало 90,2 чоловіків;  на 100 жінок у віці від 18 років та старших — 83,3 чоловіків також старших 18 років.
Середній дохід на одне домашнє господарство  становив 59 169 доларів США (медіана — 45 500), а середній дохід на одну сім'ю — 62 784 долари (медіана — 59 375). За межею бідності перебувало 11,1 % осіб, у тому числі 11,6 % дітей у віці до 18 років та 6,4 % осіб у віці 65 років та старших.
Цивільне працевлаштоване населення становило 1671 осіб. Основні галузі зайнятості: освіта, охорона здоров'я та соціальна допомога — 25,0 %, виробництво — 24,9 %, роздрібна торгівля — 11,8 %, будівництво — 7,7 %.